# François le Hodey

Journal La Libre Belgique.

François le Hodey, né le 13 février 1957 à Bruxelles, est un avocat, homme d'affaires et dirigeant de presse belge.

## Biographie
François Dominique le Hodey, né le 13 février 1957 à Bruxelles, est le fils de Philippe le Hodey, député et sénateur de tendance chrétienne, et de la baronne Élisabeth Coppée, descendante d'une grande dynastie d'industriels belges. Il fait partie d'une famille nombreuse et est marié à Sabine Le Clercq. Il est également le frère de Dominique le Hodey, qui était entrepreneur et administrateur dans de nombreuses sociétés dont le groupe IPM spécialisé dans le monde des médias et de Patrice le Hodey, vice-président chez IPM.
Il fait des études à l'Université catholique de Louvain et obtient le diplôme de bachelier en philosophie puis une maîtrise en droit en 1981. Il devient ensuite avocat d'affaires de 1981 à 1983 puis chef de cabinet du ministre-président Melchior Wathelet, ministre de 1983 à 1987. Il est également consultant pour le cabinet international McKinsey New York et Bruxelles. En 1989, il obtient le diplôme de maîtrise en sciences au Massachusetts Institute of Technology (MIT).

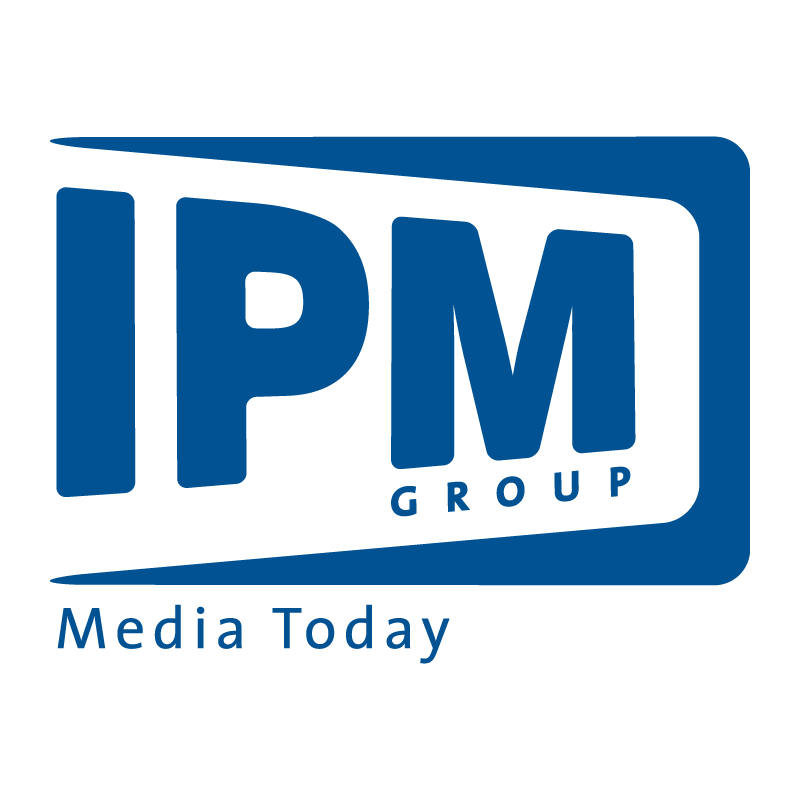
Logo de l'IPM Group.

Il exerce ensuite de nombreux mandats dans les conseils d'administration principalement dans des sociétés liées aux médias belges et plus généralement francophones. Le point de départ de ce processus se situe en 1985 quand les six frères et sœurs de la famille le Hodey décident d’investir dans le Groupe d’édition IPM (à l'époque « La Libre Belgique » et « La DH ») pour le restructurer et le développer. De 1990 à 1992, il est vice-président du groupe IPM, avant d’y remplir la fonction de PDG de 1993 à 1995 et président à partir de 1996. Le groupe IPM regroupe désormais des journaux, radios et télévision, régies publicitaires, médias dans le secteur immobilier, de l'assurance, etc. : EDA Presse, IPM Press Print, IPM Radio, Sagevas, Finlease, Continents insolites company, LN24 (LN radio, Concept multimedia Belgium SA, Axemedia SA, Mediascap SA), La Libre Belgique, La DH, L'Avenir, etc. Ce groupe de médias est spécialisé dans le domaine de l’information, des technologies de l'information et du marketing. En 2020, le groupe IPM a racheté L'Avenir, Moustique et Télé Pocket consolidant sa position dans le secteur des médias.
Il est également administrateur, gérant, administrateur délégué dans une série de sociétés : Les News 24.be, Audiopresse SA, Belga SA (Courrier international Belgique) et Fun Radio. Le groupe IPM a, d'autre part, adopté une stratégie de diversification de ses activités économiques. En 2001, François le Hodey avec la famille le Hodey inaugure une division voyage du groupe IPM en créant la SA Bscovery, spécialisée dans l'organisation de voyages. En août 2025, Bscovery fait l'achat de World of Travel, agence de voyage sur mesure haut de gamme, en prenant une participation majoritaire. En 2021, le groupe a aussi renforcé ses investissements dans l'« assurtech » (nouvelles entreprises technologiques dans le secteur de l'assurance) en prenant avec ses actionnaires familiaux une position majoritaire dans le courtier d'assurances et de crédits hypothécaires Séraphin. 

Logo d'LN24.

En 2022, François Le Hodey est aussi nommé président du conseil d’administration de lapresse.be, l'association qui représente les éditeurs francophones belges.
En 2023, François Le Hodey devient Président du conseil d'administration de la société N-Side qu'il cofonde en 2000 avec Philippe Chevalier et qui se spécialise dans le développement de solutions d'optimisation mathématiques à destination de l'industrie.
Depuis juin 2024, il est président de l'Association européenne des éditeurs de journaux (ENPA).
Le groupe IPM enregistrant des pertes récurrentes, François le Hodey et la famille le Hodey décident de fusionner (par absorption) les activités de presse écrite du groupe IPM (La Libre, la DH/Les Sports, L’Avenir et les magazines Moustique, Télé Pocket et Paris Match Belgique, etc.) avec le groupe de média Rossel. En conséquence, IPM entrera dans le capital de Rossel à concurrence de 10%. François le Hodey entrera également au conseil d'administration de Rossel. 
Par contre, la famille le Hodey conservera le contrôle de la partie audiovisuelle d’IPM (LN24, LN Radio et Fun Radio, l'agence de voyages Continents Insolites et le courtier en assurance en ligne Yago, etc.).
Il est prévu que le dossier de fusion soit introduit pour approbation auprès de l'Autorité belge de la Concurrence au cours de l'été. La fusion devrait être finalisée en 2026.

## Distinctions
- Chevalier de l'ordre des Arts et des Lettres en 2010 (France).